# Tauraco leucolophus
El turaco crestiblanco o turaco de cresta blanca (Tauraco leucolophus) es una especie de ave Musophagiformes de la familia Musophagidae que vive en una franja curvada del centro de África: desde el extremo sudoriental de Nigeria hasta el norte de Uganda y sudoeste de Sudán. 

## Taxonomía
El turaco crestiblanco fue descrito por primera vez en 1855 por el explorador y ornitólogo alemán Theodor von Heuglin. Los estudios genéticos muestran que esta especie está estrechamente relacionada con el Turaco crestirrojo (Tauraco erthrolophus) y el Turaco de Bannerman (Tauraco bannermanii), habiendo divergido de ellos a finales del Plioceno. En ese momento, se produjeron cambios climáticos que posteriormente condujeron a condiciones cada vez más áridas, una disminución de la cubierta forestal y un aumento de la sabana boscosa. El turaco crestiblanco mantuvo una distribución generalizada, quizás adaptándose a nuevos hábitats, mientras que el Turaco de Bannerman se restringió a los hábitats montanos donde permaneció la cubierta forestal. No se conocen subespecies.

## Descripción
El turaco crestiblanco es un ave muy llamativa que destaca por su cresta, mejillas y cuello de un blanco puro, que contrasta con el verde del pecho y la parte superior de la espalda así como con el azul violáceo del resto del cuerpo incluida la cola. Presenta una gran mancha negra que le cubre gran parte de la cara. El pico es corto y curvado de color amarillo y presenta un círculo rojo que enmarca el ojo. La punta de las plumas de las alas son de un color rojo brillante pero solo son visibles cuando el animal abre las alas. No presenta dimorfismo sexual.

## Distribución y hábitat
Su área de distribución abarca una amplia zona que recorre longitudinalmente el centro de África entre Nigeria y Kenia. En esta zona habita bosques tropicales ribereños, sabanas arboladas y matorrales; especialmente donde existen abundancia de enredaderas. Esta especie gusta de vivir cerca de masas de aguas como ríos, arroyos y humedales. Puede vivir hasta los 2200 m de altitud.

## Comportamiento
Esta especie de turaco es principalmente arbóreo y pasa la mayor parte del día buscando alimento entre las copas de los árboles, donde se desplazan mediante saltos y carreras a través de las ramas. No suele volar grandes distancias y solo utiliza el vuelo para transportarse a alguna rama lejana o entre árbol y árbol. Sólo desciende al suelo para beber y darse baños. Son animales territoriales que viven en parejas o pequeños grupos.
Su alimentación se basa principalmente en frutas y bayas aunque también puede consumir flores e invertebrados como insectos y caracoles. 
Los turacos crestiblancos son monógamos y se reproducen durante todo el año al tener una área de distribución tan amplia. Las aves de cada zona se reproducirán en una época concreta del año. Construyen un nido no muy firme con ramitas y que esconden entre el follaje más espeso de las copas de los árboles. La hembra pondrá generalmente 2 huevos que será incubados por los dos padres durante alrededor de 20 días. Las crías nacen con los ojos ya abiertos y recubiertas de un plumón castaño. Durante las primeras dos o tres semanas serán muy torpes, no se alejarán mucho del nido y serán alimentados por sus padres. Cuando tenga 4 o 5 semanas ya podrán volar y abandonarán el nido aunque no el cuidado de sus progenitores. 

## Conservación
La UICN cataloga a esta especie como de preocupación menor basándose en que su población permanece estable y que su zona de distribución es bastante grande. Los principales peligros a los que se enfrenta esta especie son la destrucción de su hábitat y el comercio ilegal de especies.